# Адельгейм, Ирина Евгеньевна
Ири́на Евге́ньевна Адельге́йм (род. 29 июля 1971, Москва) — российский литературовед, переводчик. Доктор филологических наук. Ведущий научный сотрудник Центра по изучению современных литератур Центральной и Юго-Восточной Европы Института славяноведения РАН, специалист по польской литературе ХХ-ХХI вв., переводчик с польского и сербского языков. Член редколлегии журналов «Славяноведение», «Казанский лингвистический журнал», «Rocznik Przekładoznawczy», «Studia Rossica», «Studia Pigoniana», «Tekstualia» (Польша).
Сфера научных интересов: польская художественная проза, польский романтизм и позитивизм, польское кино, проблемы российско-польских литературных связей и стереотипов, вопросы теории перевода, взаимодействие поэтики и психологии, проблемы художественного воплощения автобиографической памяти, работу текста с травмой, аутопсихотерапевтические возможности повествования.

## Биография
Родилась 29 июля 1971 года в семье литературоведов Евгения Георгиевича Адельгейма (1907—1982) и Ирины Евгеньевны Гитович (1938—2021). Внучка чеховедов Нины Ильиничны Гитович (1903—1994) и Евгения Эмильевича Лейтнеккера (1888—1954).
В 1992 году окончила славянское отделение филологического факультета МГУ и поступила в очную аспирантуру Института славяноведения РАН. В 1995 году защитила кандидатскую диссертацию по теме: «Польская психологическая проза межвоенного периода» (научный руководитель — В. А. Хорев).
С 1996 года работает в Институте славяноведения. В 2005 году защитила докторскую диссертацию по теме: «Поэтика молодой польской прозы 90-х годов XX века».

## Награды
- Золотой Крест Заслуги (31 июля 2013 года, Польша)[3].
- Удостоена польской премии «Pegaz polski» (2011), премии «Иллюминатор» (2010), а также премии РАН и ПАН и медали «За вклад в науку» за цикл совместных исследований Института славяноведения РАН и Института литературных исследований ПАН (2007).